# Hochschule für Musik und Tanz Köln
Die Hochschule für Musik und Tanz Köln ist eine der größten Musikhochschulen Europas und befindet sich in der Kölner Altstadt-Nord. Sie ist auch unter dem bis 2009 gültigen Namen Hochschule für Musik Köln bekannt. Umgangssprachlich ist weiterhin die Bezeichnung Musikhochschule Köln sehr geläufig.

## Geschichte

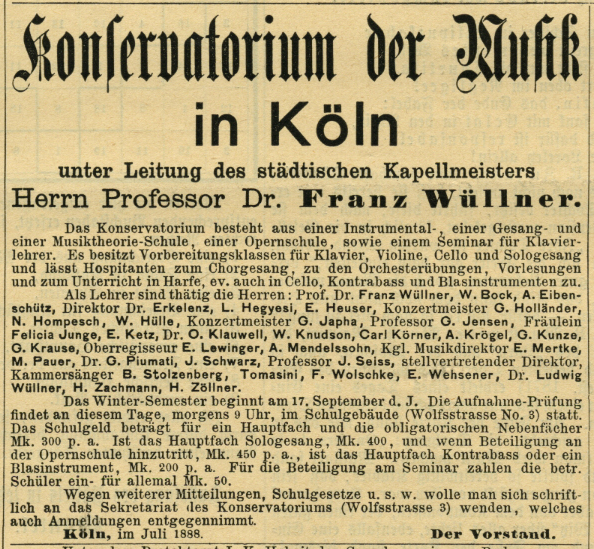
Musikhochschule Köln – Anzeige mit Lehrkörper vom Juli 1888, Wolfsstraße 3

Die Musikhochschule Köln ist nach Würzburg (1804) Deutschlands zweitälteste Musikhochschule und begann 1845 als städtische Einrichtung und auf Betreiben der Stadtverordnetenversammlung als „Rheinische Musikschule“. Als ihr Gründer gilt der Komponist Heinrich Dorn, der 1843 in Köln die musikalische Leitung des Kölner Schauspielhauses an der Komödienstraße zu einem Jahresgehalt von 1000 Talern übernahm. Zusammen mit dem Geiger Franz Hartmann gründete er 1845 eine „Musikalische Lehranstalt für Köln und die Rheinprovinz“, die ein Haus am Marienplatz hinter St. Maria im Kapitol bezog. Bei Gründung fanden sich neun Schüler, doch bereits 1849 schmolz ihre Zahl auf drei zusammen. Heinrich Dorn wechselte 1849 an die Berliner Oper. Bei seiner Abschiedsfeier am 4. Oktober 1849 spielte auch der Komponist Ferdinand von Hiller, den Dorn als seinen Nachfolger vorschlug.

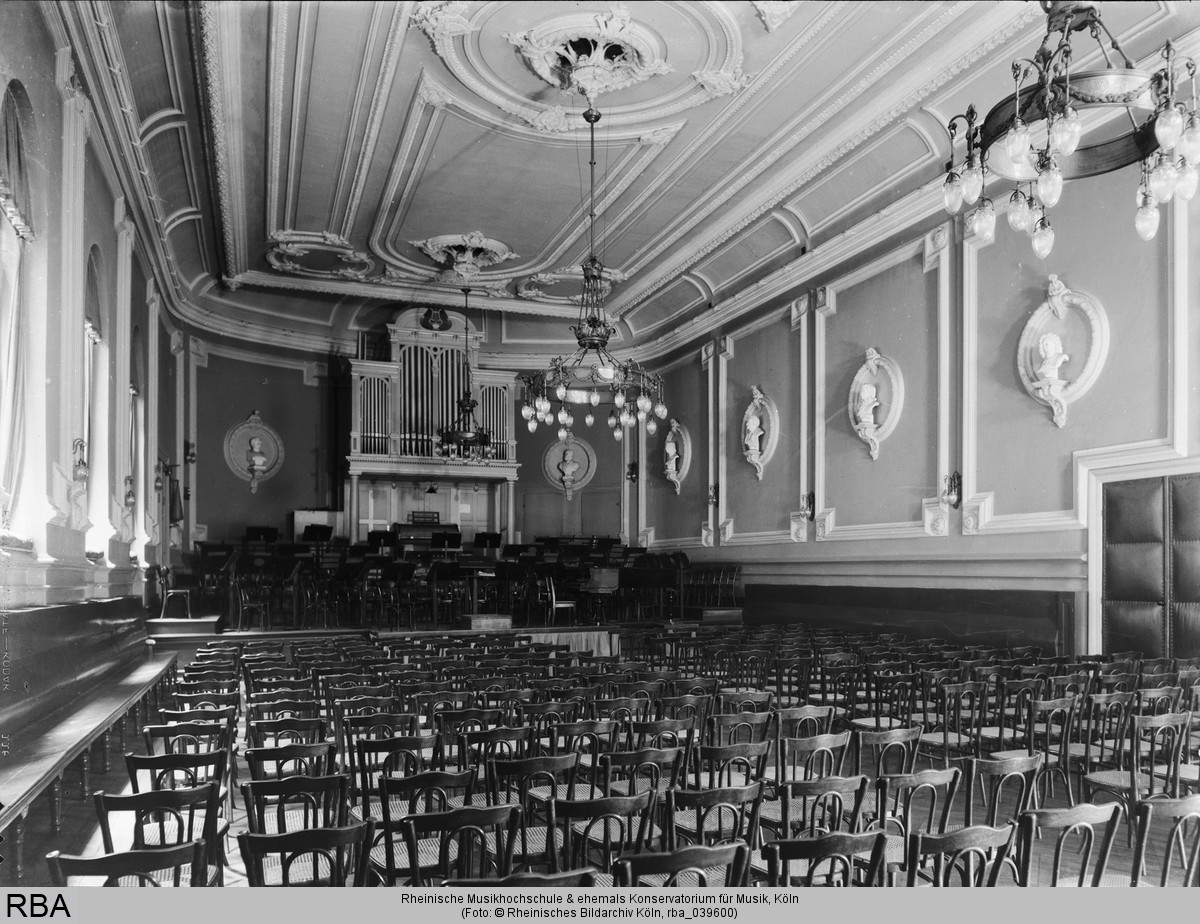
Musikhochschule Köln – Konzertsaal Wolfsstraße 5 (um 1905)

Die Stadt berief ihn tatsächlich als Nachfolger, so dass das neue Konservatorium am 4. April 1850 am Marienplatz mit 17 Schülern starten konnte. Die geringe Schülerzahl bewog Oberbürgermeister Friedrich Wilhelm Graeff, am 23. Dezember 1850 einen Aufruf zur Bildung einer „Gesellschaft zur Förderung der Musikschule“ zu erlassen. Die eintretende stetige Vergrößerung des Hochschulbetriebs erforderte im Jahre 1859 einen Umzug ins Gebäude Glockengasse 13–15. Seitdem bezuschusste die Stadt die Schule, nach 1871 betrug der Zuschuss 1.500 Mark. Hier erhielt sie den Namen „Conservatorium der Musik in Coeln“, das 1861 die Rechtsform einer juristischen Person des öffentlichen Rechts erhielt. Die Hochschulbibliothek entstand im Jahre 1872, 1884 zählte die Schule 152 Schüler und 17 Freischüler und nahm 35.640 Mark Schulgeld ein. Am 18. April 1873 bezog die Schule einen repräsentativen Neubau auf dem Grundstück Wolfsstraße 3. Im Jahre 1883 beschloss der Schulvorstand, das Nachbargebäude Wolfsstraße 5 anzukaufen. Am 1. Oktober 1884 musste der schwer erkrankte Hiller sein Entlassungsgesuch einreichen, bereits am 10. Mai 1885 verstarb er. Während seiner Amtszeit durchliefen 1382 Schüler das Konservatorium, darunter die berühmten Komponisten August von Othegraven (1881–1884), Engelbert Humperdinck (1872–1877) oder Hugo Grüters (1867–1871).
Im September 1884 übernahm Franz Wüllner die Leitung. Während der Amtszeit Fritz Steinbachs (1902–1914) entstanden Pläne für einen Hochschulneubau, weil die auf 824 angewachsene Schülerzahl in den bisherigen Räumlichkeiten keinen Platz mehr fand. Für den vom Architekten Carl Moritz geplanten Neubau lag im Juni 1914 bereits die Baugenehmigung vor, als sich mit der Julikrise der Erste Weltkrieg anbahnte. Bereits am 1. Juli 1914 legte Steinbach sein Amt nieder. und nach dem Kriegseintritt Deutschlands am 1. August 1914 war an die Bauausführung nicht mehr zu denken.
Die Hochschule musste 1923 inflationsbedingt schließen, konnte jedoch bereits am 5. Oktober 1925 wieder eröffnen. Nach Einführung einer neuen Studien- und Prüfungsordnung teilte sich 1925 die Musikausbildung in die weiterhin existierende Rheinische Musikschule und eine inhaltlich neu aufgestellte Musikhochschule auf, die daraufhin nach Leipzig und Berlin als dritte Staatliche Hochschule für Musik anerkannt wurde. Sie bot nach dem Zweiten Weltkrieg ausschließlich berufsbildende Studiengänge an. Ihr neuer Standort war die heutige Adresse Unter Krahnenbäumen 87, nachdem das Gebäude an der Wolfsstraße am 29. Juni 1943 durch Bomben zerstört worden war. Die Musikhochschule war in den Kriegsjahren nicht geschlossen; der Unterricht wurde weitergeführt, wenn auch unter erschwerten Bedingungen.
Die wieder zusammengeführten Musikschulen zogen nach einem Festakt am 9. Mai 1946 in das leicht kriegsbeschädigte und ungenutzte Palais Oppenheim, bis sie 1953 wieder das seit April 1934 genutzte ehemalige Funkhaus vom WDR Unter Krahnenbäumen 87 bezogen. Das Land Nordrhein-Westfalen übernahm im Jahr 1968 die Trägerschaft für die Musikhochschule. Seit 1972 ist sie ein organisatorischer Teil des Verbundes „Staatliche Hochschule für Musik Rheinland“ zusammen mit den bis dahin selbständigen Konservatorien in Wuppertal und in Aachen. Im Jahre 1977 konnte die Hochschule das neuerrichtete Hauptgebäude in der Dagobertstraße beziehen. Zwischen 1987 und 2009 hieß sie „Hochschule für Musik Köln“, danach wurde sie umbenannt in „Hochschule für Musik und Tanz Köln“.
In Zukunft sollen die dezentralen Einrichtungen der Hochschule in Köln in einem Campus im Kunibertsviertel in direkter Nähe zum Hauptgebäude zusammen geführt werden. Für den neuen Campus wird zum einen das Bestandsgebäude der ehemaligen Fachhochschule für öffentliche Verwaltung (FHöV) am Thürmchenswall saniert, in dem künftig Studienflächen, Büros und Nebenräume und eine sich über drei Etagen erstreckende, großzügige Bibliothek untergebracht werden. Zum anderen wird auf der der Dagobertstraße zugewandten Seite des Grundstücks ein Erweiterungsneubau für weitere Studienflächen, ein Café und einen Konzertsaal, der ebenso als Tanzsaal genutzt werden kann, geschaffen. Der sich zur Dagobertstraße hin öffnende Innenbereich des Grundstücks wird als Grünanlage mit 32 neugepflanzten Bäumen angelegt und der Öffentlichkeit zugänglich gemacht. Die Fertigstellung des Erweiterungsbaus wird mit Ende 2026/Anfang 2027 kommuniziert. Daran anschließend soll das Stammhaus in sechs bis sieben Jahren grundsaniert werden.

## Architektur

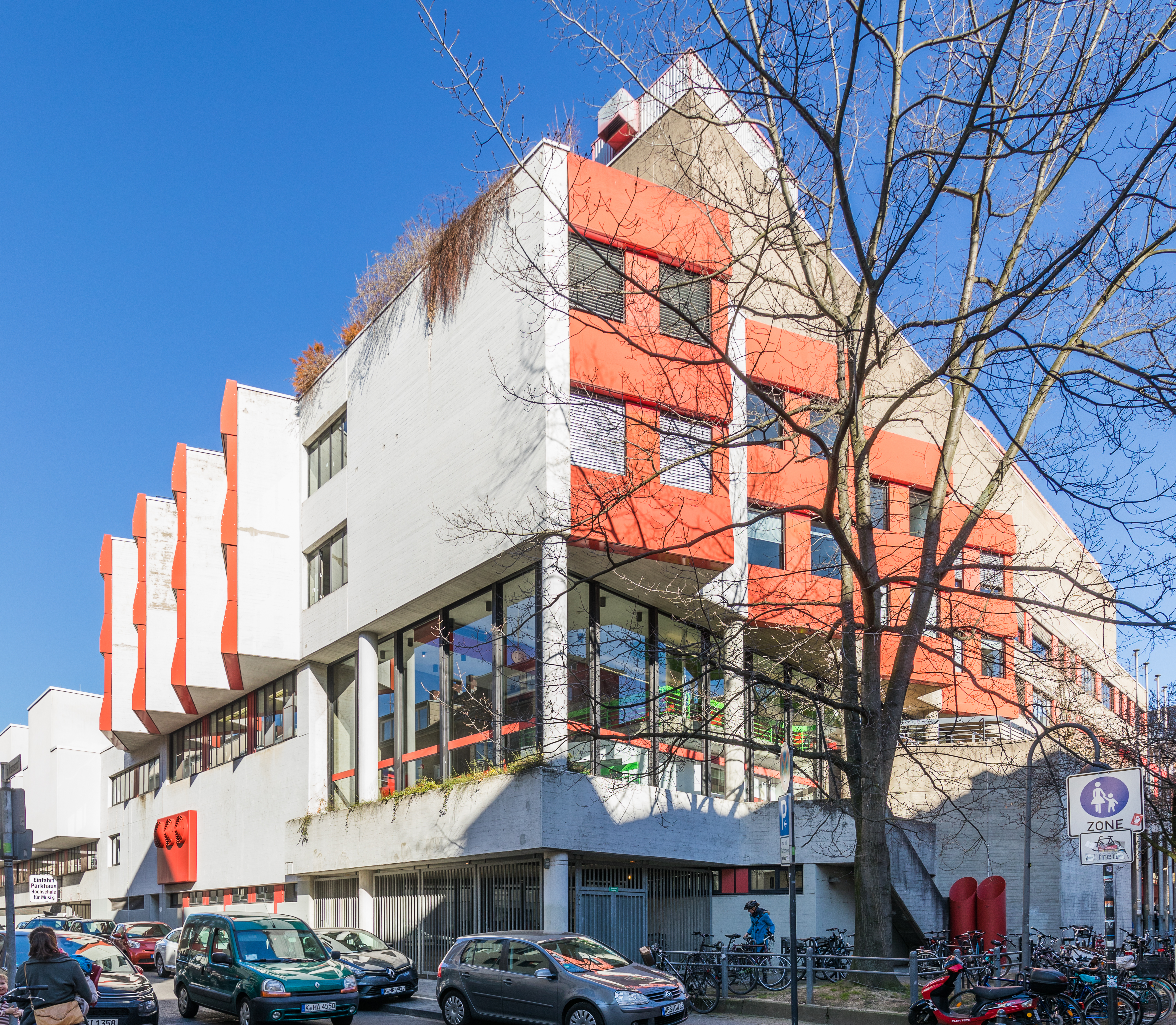
Musikhochschule Köln – Hauptgebäude in Köln, Dagobertstraße 38/Unter Krahnenbäumen 87 (2019)

Das Hauptgebäude der Hochschule für Musik und Tanz in der Dagobertstraße in Köln ist ein Beispiel des Brutalismus im Rheinland, einem Baustil der Klassischen Modernen. Das junge Kölner Architektenkollektiv Bauturm gewann 1969 mit ihrem Entwurf den vom Land Nordrhein-Westfalen ausgeschriebenen Architektenwettbewerb für ein neues Hauptgebäude. Bis 1977 hat das Kollektiv, nun als Werkgruppe 7 und Bauturm, ihre Pläne in zwei Abschnitten realisiert. 1975 wurde die Staatliche Hochschule für Musik mit dem renommierten Kölner Architekturpreis ausgezeichnet. 1979 folgte eine Lobende Erwähnung beim Architekturpreis Beton: 

„Die große Fülle architektonischer Motive ist bei diesem Bauwerk so miteinander verknüpft, daß ein reiches und anregendes Ambiente mit Durchdringungen und Überschneidungen entsteht. Die Detaillierung bietet nicht ausgewogene formale Perfektion und Glätte, sondern trägt – der Bauaufgabe sehr gut angemessen – einen gewissen Workshop-Charakter. Einzelne farbige Flächen, die mit dem Ortbeton konstrastieren, setzen kräftige Akzente. Der lebhaft gestaltete Bau wirkt stark musikalisch und wird auch im Ausdruck seiner Aufgabe gerecht.“

Im Jahr 2015 wurde vom Bau- und Liegenschaftsbetrieb NRW ein Architektenwettbewerb für einen Erweiterungsneubau in direkter Nachbarschaft des Hauptgebäudes ausgelobt, den das Düsseldorfer Architekturbüro HPP mit seinem Entwurf für sich entschieden.

## Struktur

### Fachbereiche
Es gibt sieben Fachbereiche sowie jeweils einen Standort in Aachen und Wuppertal. Darüber hinaus richtete die Hochschule an ihrem Standort in Köln seit dem Wintersemester 2005/2006 das Pre-College Cologne für musikalisch Hochbegabte ein.
Fachbereiche:
- Fachbereich 1: Komposition, Tasteninstrumente, Tonsatz, Hörerziehung, Zupfinstrumente, Institut für Neue Musik, elektronische Komposition
- Fachbereich 2: Streichinstrumente, Orchesterleitung, Institut für Alte Musik
- Fachbereich 3: Blasinstrumente, Schlagzeug, Harfe
- Fachbereich 4: Gesang, Musiktheater
- Fachbereich 5: Musikwissenschaft, Musikpädagogik, Kirchenmusik, Chorleitung
- Fachbereich 6: Jazz/Pop
- Fachbereich 7: Zentrum für Zeitgenössischen Tanz (ZZT)

### Pre-College Cologne
Mit Wirkung zum Wintersemester 2005/2006 wurde unter dem Namen Pre-College Cologne ein Ausbildungszentrum eingerichtet, an dem musikalisch hochbegabte Kinder und Jugendliche im Alter zwischen 10 und 16 Jahren für die Instrumente Violine, Viola, Violoncello, Kontrabass und Klavier auf ein Musikstudium vorbereitet werden. Seit dem Wintersemester 2009/2010 wurde das Angebot auf alle Instrumente der künstlerischen Instrumentalausbildung ausgeweitet. Die Unterrichtseinheiten, bestehend aus Einzelunterricht, Ausbildung in einem Zweitinstrument, Kammermusik, Harmonie- und allgemeine Musiklehre, finden an jeweils an drei Wochenenden im Monat außerhalb der Schulzeiten statt. Erfolgreich absolvierte Fächer können in einem anschließenden Vollstudium auf Antrag anerkannt werden. Die künstlerische Leitung des Pre-College Cologne wurde der Professorin und Violinistin Ute Hasenauer-Ramirez übertragen.

### Studiengänge

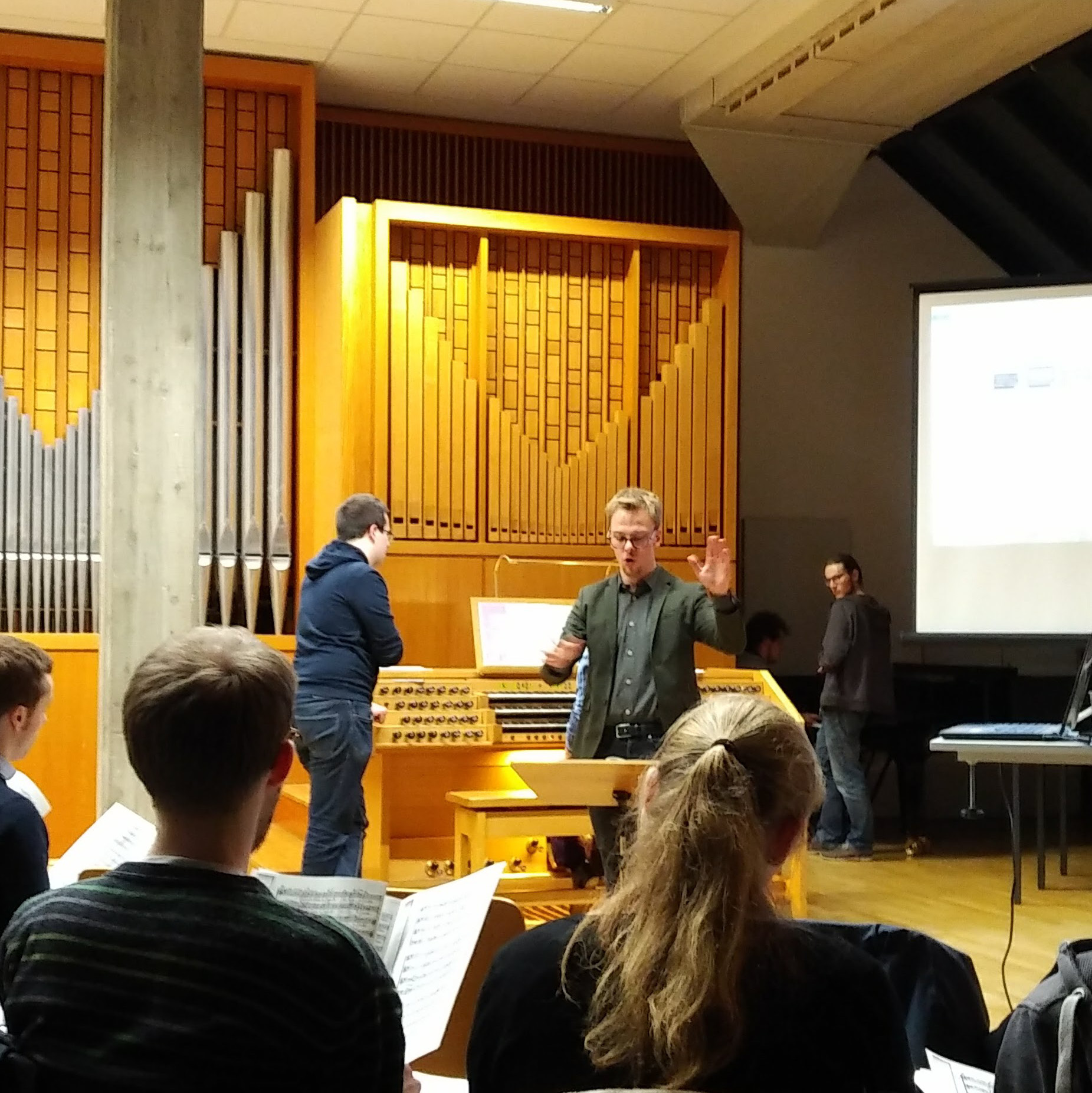
Übungsdirigat im Orgelsaal (2018)

Seit dem Wintersemester 2008/09 werden Bachelor- und Master-Abschlüsse angeboten in der Ausprägung B of Music, B of Arts in Dancing, B of Education in Music sowie Master of Music. Zum Bachelor oder Master of Music zählen unter anderem die Fächer:
- Künstlerische Instrumentalausbildung
- Künstlerische Gesangsausbildung
- Dirigieren
- Komposition
- Jazz, Populäre Musik, Weltmusik
- Evangelische und katholische Kirchenmusik

Zum Studiengang Bachelor oder Master of Arts zählen die Fächer:
- Musikpädagogik
- Lehramt Musik für Gymnasien und Gesamtschulen
- Musikwissenschaft
- Musikpädagogik
- Tanzwissenschaft

Die Gesamt-Studierendenzahlen lag im Wintersemester 2023/2024 bei rund 1400 Studierende, davon:
- in Köln: 1.104
- in Wuppertal 166
- in Aachen: 128

## Standort Aachen

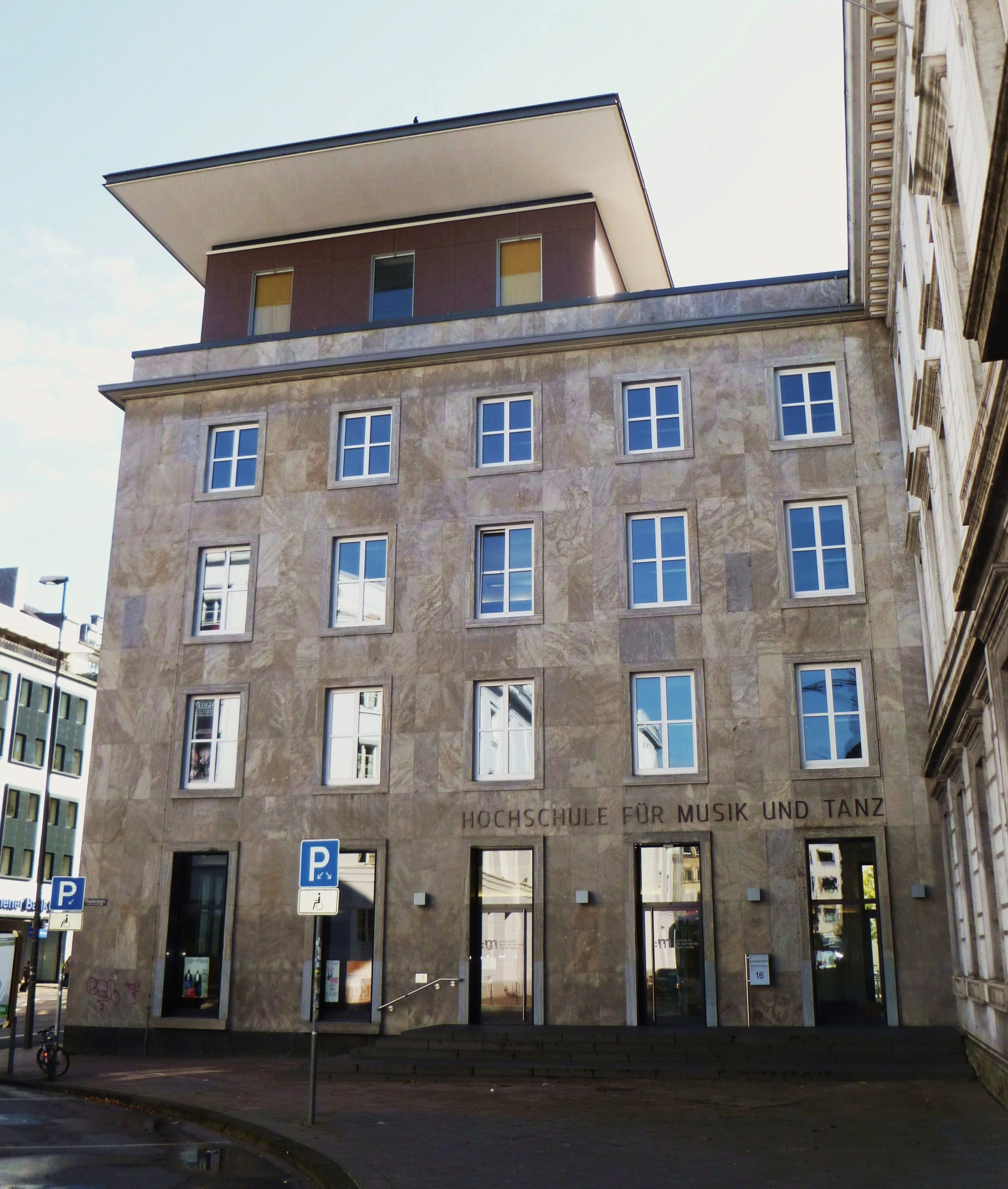
Standort Aachen (2012)

Der Standort Aachen ist mit seinen rund 140 Studierenden die kleinste Abteilung und ging hervor aus dem ehemaligen Grenzlandkonservatorium Aachen (Grenzland-Institut der Staatlichen Hochschule für Musik Rheinland). Er zeichnet sich neben seiner qualifizierten Lehrtätigkeit insbesondere durch eine intensive Zusammenarbeit mit der städtischen Oper und dem Sinfonieorchester der Stadt Aachen aus, die durch einen Kooperationsvertrag seit 1993 fest geregelt wurde. So finden hier von Fall zu Fall beispielsweise gemeinsame Opernproduktionen aber auch spezielle künstlerisch-musikalische Projektarbeiten statt. Ebenso bietet das Theater Aachen den Musikstudentinnen und Musikstudenten die Gelegenheit, berufsbezogene Praktika in ihren Abteilungen zu absolvieren.
Das aktuelle (2025) Direktorium setzt sich zusammen aus Timo Handschuh als Geschäftsführendem Direktor sowie Skerdjano Keraj und Andreas Frölich als Vertreter.
Ein hier eigens eingerichteter „Verein der Freunde und Förderer der Hochschule für Musik in Aachen e. V.“ sorgt dabei für die nötige finanzielle und logistische Unterstützung der dortigen Studierenden. Nach einer umfangreichen Restaurierung und Modernisierung des Gebäudetraktes zum Wintersemester 2011 ist die Abteilung Aachen auf den neuesten Stand einer modernen Musikhochschule gebracht worden und die Studentenzahlen konnte deutlich erhöht werden.

## Standort Wuppertal

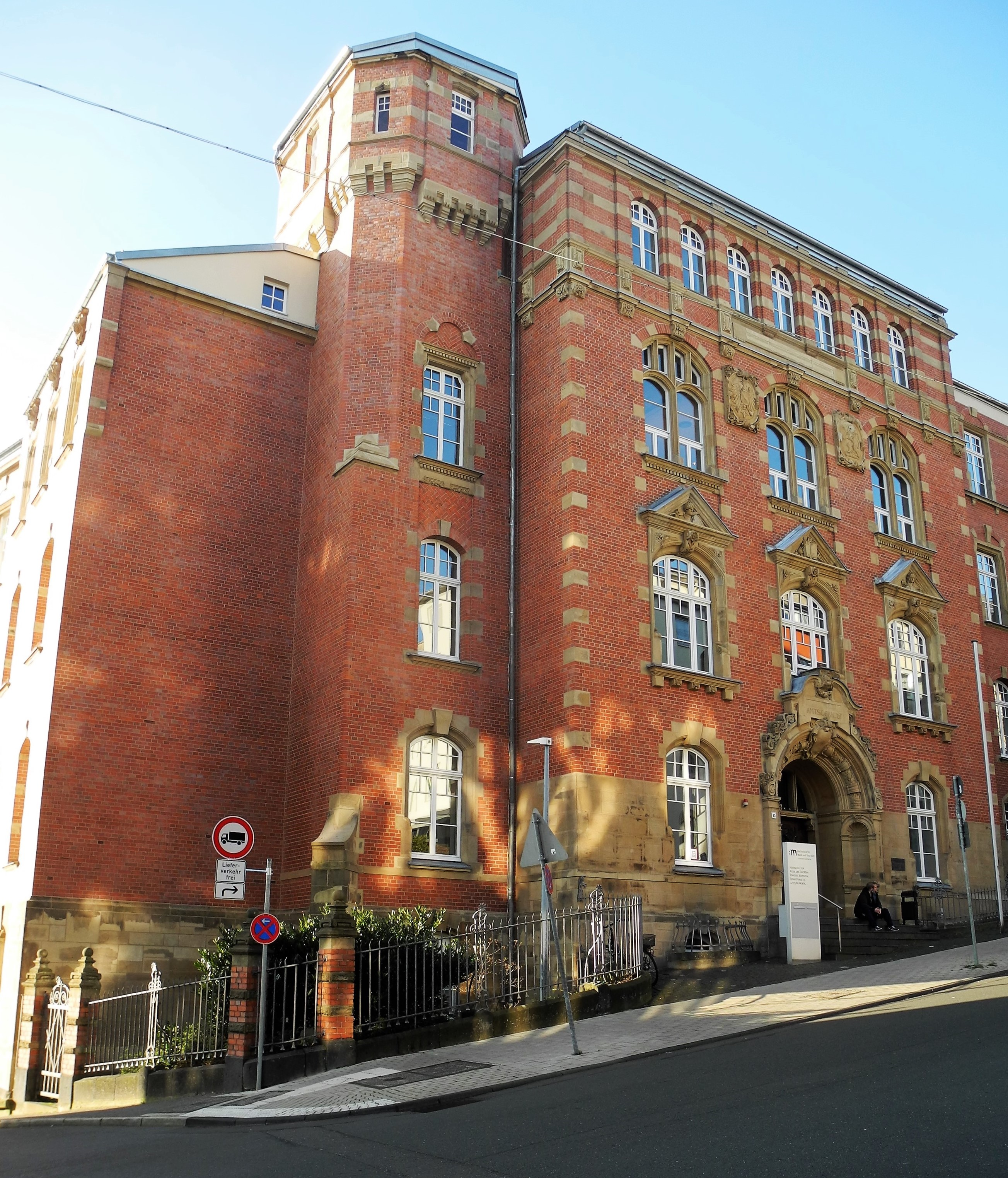
Standort Wuppertal (2009)

Am Wuppertaler Standort studieren rund 180 Studierende. Er ging aus dem Wuppertaler Konservatorium hervor, das 1972 an die Kölner Hochschule angeschlossen wurde. Seit 2008 befindet er sich im alten Amtsgericht in Barmen am Sedansberg. Im Mai 2010 wurde das Gebäude in „Günter Wand Haus“ umbenannt. Als Besonderheit findet sich hier der europaweit einzige Lehrstuhl für Mandoline und ein Salonorchester.
Das Direktorium in Wuppertal setzt sich aktuell (2021) zusammen aus Lutz-Werner Hesse als geschäftsführender Direktor sowie Sarah Semke und Albrecht Winter.

## Außenstelle in Italien

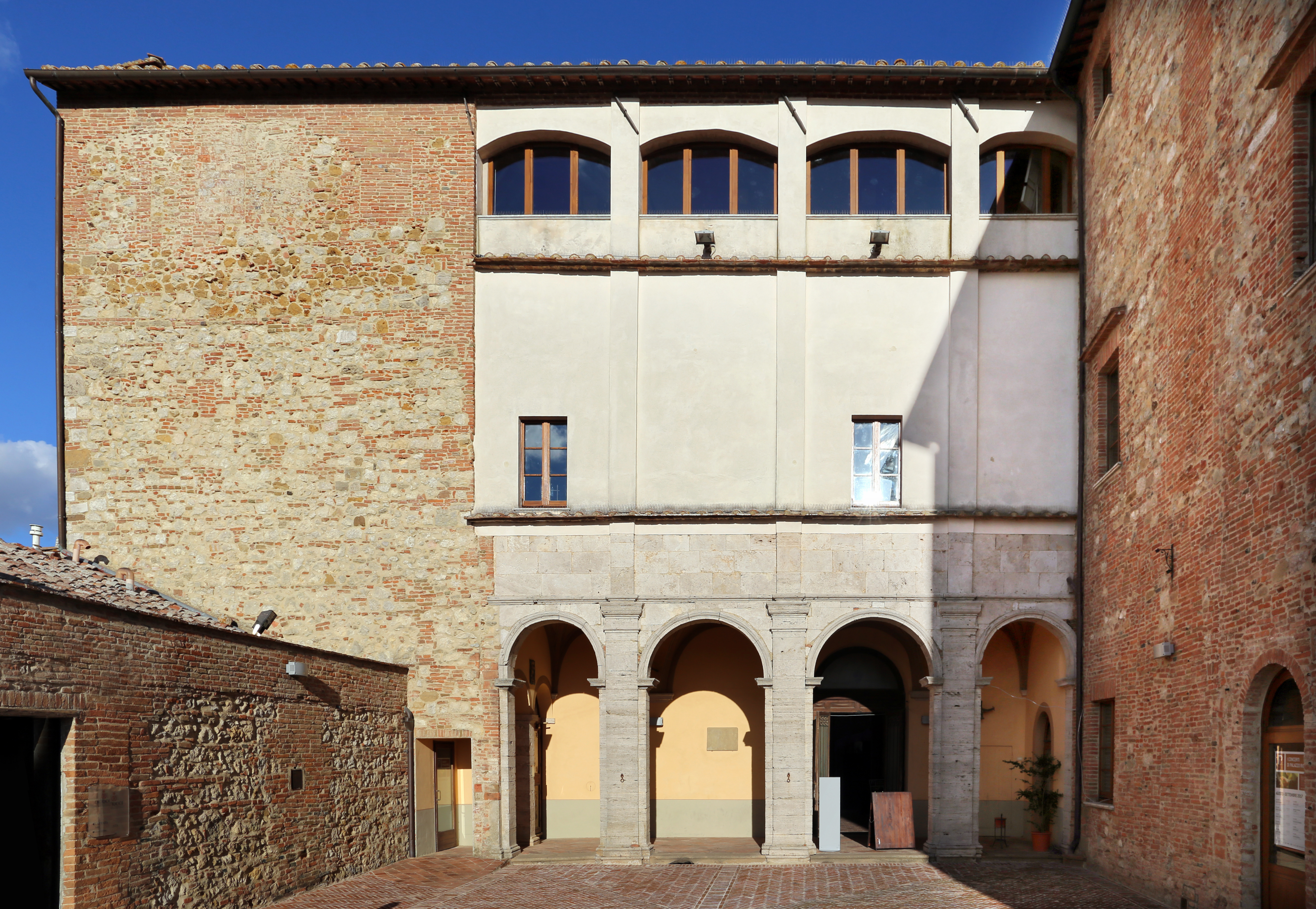
Palazzo Ricci (2017)

In Kooperation mit den Kunst- und Musikhochschulen des Landes NRW betreibt die Kölner Hochschule im Palazzo Ricci in Montepulciano die Europäische Akademie für Musik und Darstellende Kunst als Haus für junge Musiker aus NRW und ganz Europa. Neben den jährlichen Meisterkursen treffen sich dort Studierende der sieben Kunst- und Musikhochschulen des Landes NRW als Kolleg der Künste um hochschulübergreifende Projekte zu realisieren. Hervorgegangen ist die Akademie aus dem Engagement des Komponisten Hans Werner Henze, der an der Kölner Hochschule eine Kompositionsprofessur innehatte und der 1976 in Montepulciano das Festival Cantiere Internazionale d’Arte gegründet hat. Das Festival wird auch heute noch in Kooperation mit der Kommune und der Provinz veranstaltet.

## Bekannte Absolventen und Dozenten
Einige bekannte und bedeutende Personen studierten oder lehrten bzw. lehren an der Hochschule für Musik und Tanz in Köln und den angegliederten Abteilungen in Aachen und Wuppertal sowie an ihrer Vorläuferinstitution. Sie sind aufgeführt in der Liste von Angehörigen der Hochschule für Musik und Tanz Köln.

## Förderverein
Der Verein der Förderer der Hochschule für Musik und Tanz Köln unterstützt die Hochschule durch eigene Veranstaltungsformate (etwa die Kammermusikreihe Spitzentöne), die Verleihung des Roderburg-Opernpreises (erstmals 2019), die Förderung junger Talente und die Bereitstellung finanzieller Mittel.

## Orgeln

### Orgelsaal
Die große Orgel der Hochschule im Orgelsaal, Raum 109, wurde 2018 als Nachfolgeinstrument einer Orgel der Firma Beckerath von den Orgelbauern Johannes Klais Orgelbau und Manufacture d’Orgues Thomas erbaut. Laut Domorganist Winfried Bönig war das alte Instrument die meistgespielte Orgel der Stadt. Nach ihrem Abbau fand sie einen neuen Standort in der Kirche St. Chrysanthus und Daria in Bad Münstereifel.
| I Hauptwerk C–c4 |       |
| Bordun           | 16′   |
| Principal        | 08′   |
| Viola da Gamba   | 08′   |
| Concertflöte     | 08′   |
| Gedackt          | 08′   |
| Octave           | 04′   |
| Spitzflöte       | 04′   |
| Quinte           | 2 ⁄3′ |
| Octave           | 02′   |
| Mixtur IV        | 1 ⁄3′ |
| Trompete         | 08′   |
| Tremulant        |       |
| Windschweller I  |       |

| II Positiv C–c4  |        |
| Salicional       | 08′    |
| Rohrflöte        | 08′    |
| Quintatön        | 08′    |
| Octave           | 04′    |
| Kleingedackt     | 04′    |
| Quint            | 2 ⁄3′  |
| Sifflöt          | 02′    |
| Terz             | 1 3⁄5′ |
| Larigot          | 1 ⁄3′  |
| Krummhorn        | 08′    |
| Tremulant        |        |
| Windschweller II |        |

| III Schwellwerk C–c4 |        |
| Salicional           | 16′    |
| Geigenprincipal      | 08′    |
| Bordunalflöte        | 08′    |
| Viola                | 08′    |
| Vox coelestis        | 08′    |
| Fugara               | 04′    |
| Traversflöte         | 04′    |
| Nasard               | 2 ⁄3′  |
| Piccolo              | 02′    |
| Terz                 | 1 3⁄5′ |
| Plein jeu III-IV     | 2 ⁄3′  |
| Basson               | 16′    |
| Trompette harm.      | 08′    |
| Hautbois             | 08′    |
| Voix humaine         | 08′    |
| Tremulant            |        |
| Windschweller III    |        |

| Pedal C–g1      |                       |
| Principalbass   | 16′                   |
| Salicional      | 16′ 1)                |
| Subbass         | 16′                   |
| Principal       | 08′                   |
| Gedecktbass     | 08′                   |
| Cello           | 08′                   |
| Octave          | 04′                   |
| Bassaliquot III | 6 2⁄5′ + 4 ⁄7′ +2 ⁄3′ |
| Posaune         | 16′                   |
| Basson          | 16′ 1)                |
| Basstrompete    | 08′                   |
| Tremulant       |                       |
| Windschweller P |                       |

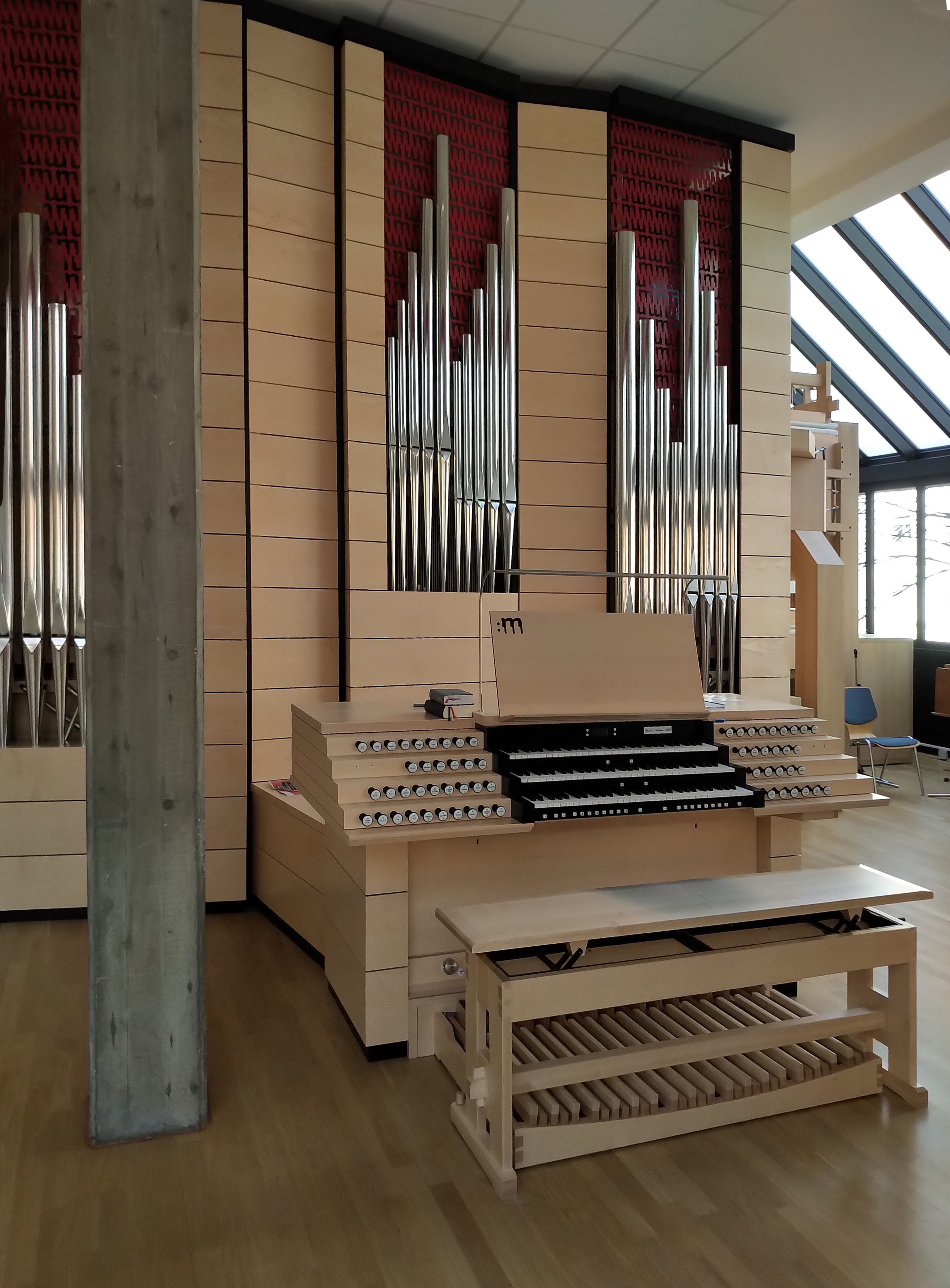
Klais-Thomas-Orgel (2021)

- Koppeln: II/I, III/I (mech./elektr.), III/II (elektr.), III 16′, III 4′, I/P, II/P, III/P, III/P 4′.
- 1) Transmission vom Schwellwerk

### Orgel Raum 108
Erbaut 2019 von der Orgelbauwerkstatt Gerald Woehl.
| I Hauptwerk C–c4 |         |
| Bordun           | 16′     |
| Principal        | 08′     |
| Flauto traverso  | 08′     |
| Gedackt          | 08′     |
| Viola da Gamba   | 08′     |
| Octave           | 04′     |
| Spitzflöte       | 04′     |
| Quinte           | 2 ⁄3′   |
| Octave           | 02′     |
| Terz             | 1 3⁄5′  |
| Mixtur VI        | 02′     |
| Fagott           | 016′ 1) |
| Trompete         | 08′     |
| Tremulant        |         |

| II Positiv C–c4 |        |
| Gedackt         | 08′    |
| Quintatön       | 08′    |
| Salicional      | 08′    |
| Principal       | 04′    |
| Gedacktflöte    | 04′ 2) |
| Nasard          | 2 ⁄3′  |
| Octave          | 02′    |
| Larigot         | 1 ⁄3′  |
| Sesquialtera II | 2 ⁄3′  |
| Chalumeau       | 08′    |
| Tremulant       |        |

| III Schwellwerk C–c4  |        |
| Stillgedackt          | 16′    |
| Geigenprincipal       | 08′    |
| Lieblich Gedackt      | 08′    |
| Viola                 | 08′    |
| Pfiffara              | 08′    |
| Unda Maris            | 08′ 3) |
| Fugara                | 04′    |
| Traversflöte          | 04′    |
| Piccolo               | 02′    |
| Harmonia aetheria III |        |
| Horn                  | 08′    |
| Oboe                  | 08′    |
| Voix humana           | 08′    |
| Tremulant             |        |

| Pedal C–g1  |        |
| Untersatz   | 32′ 4) |
| Subbass     | 16′ 5) |
| Zartbass    | 16′    |
| Echobass    | 16′ 6) |
| Octavbass   | 08′    |
| Bassflöte   | 08′ 5) |
| Violoncello | 08′ 5) |
| Octave      | 04′    |
| Posaune     | 16′ 5) |
| Trompete    | 08′    |
| Fagott      | 08′ 5) |
| Trompete    | 04′ 5) |
| Cornet      | 02′ 5) |

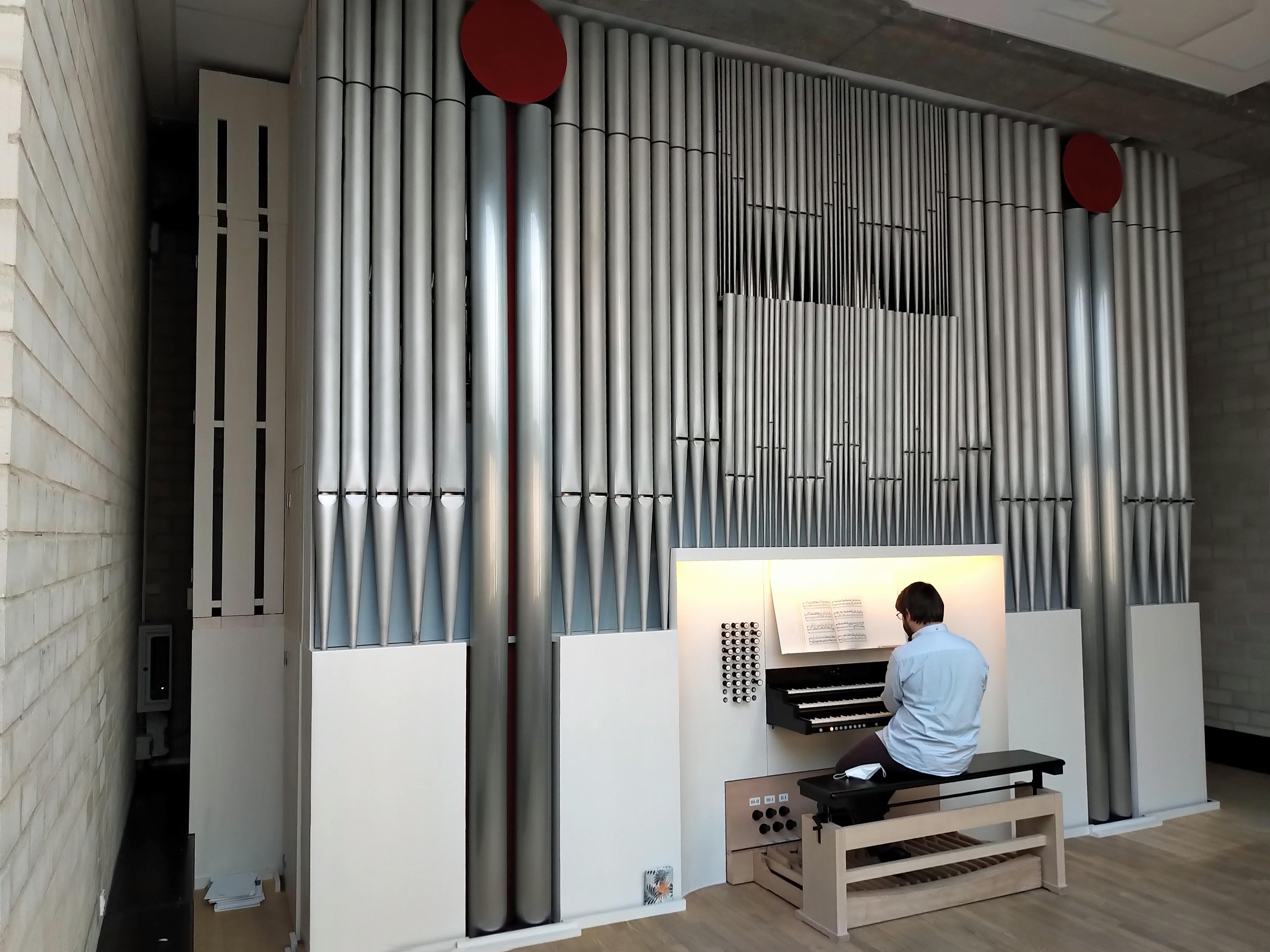
Woehl-Orgel (2021)

- Koppeln: II/I, III/I, III/II, I 16′, II 16′, III 16′, III/I 16′, III/II 16′, I/P, II/P, III/P.
- 1) aus Trompete
- 2) aus Gedackt
- 3) ab c°
- 4) teilweise akustisch
- 5) Transmission aus dem Hauptwerk
- 6) Transmission aus dem Schwellwerk

### Orgel Raum 3
Erbaut 2020 von der Manufacture d’Orgues Thomas.
| I Grand Orgue   |       |
| Bourdon         | 16′   |
| Montre          | 08′   |
| Bourdon à chem. | 8′    |
| Salicional      | 08′   |
| Prestant        | 04′   |
| Flûte à chem.   | 04′   |
| Nazard          | 2 ⁄3′ |
| Doublette       | 02′   |

| II Positif        |          |
| Bourdon           | 08′      |
| Flûte traversière | 08′      |
| Salicional        | 08′ 1)   |
| Prestant          | 04′ 1)   |
| Flûte à chem.     | 04′ 1)   |
| Nazard            | 2 ⁄3′ 1) |
| Doublette         | 02′ 1)   |
| Tierce            | 1 3⁄5′   |

| III Récit expr. |     |
| Cor de nuit     | 08′ |
| Viole de gambe  | 08′ |
| Flûte ouverte   | 04′ |
| Basson-Hautbois | 08′ |
| Tremulant       |     |

| Pedal       |        |
| Soubasse    | 16′    |
| Basse       | 08′ 2) |
| Bourdon     | 08′ 2) |
| Violoncelle | 08′ 2) |
| Flûte       | 04′    |
| Basson      | 08′ 2) |

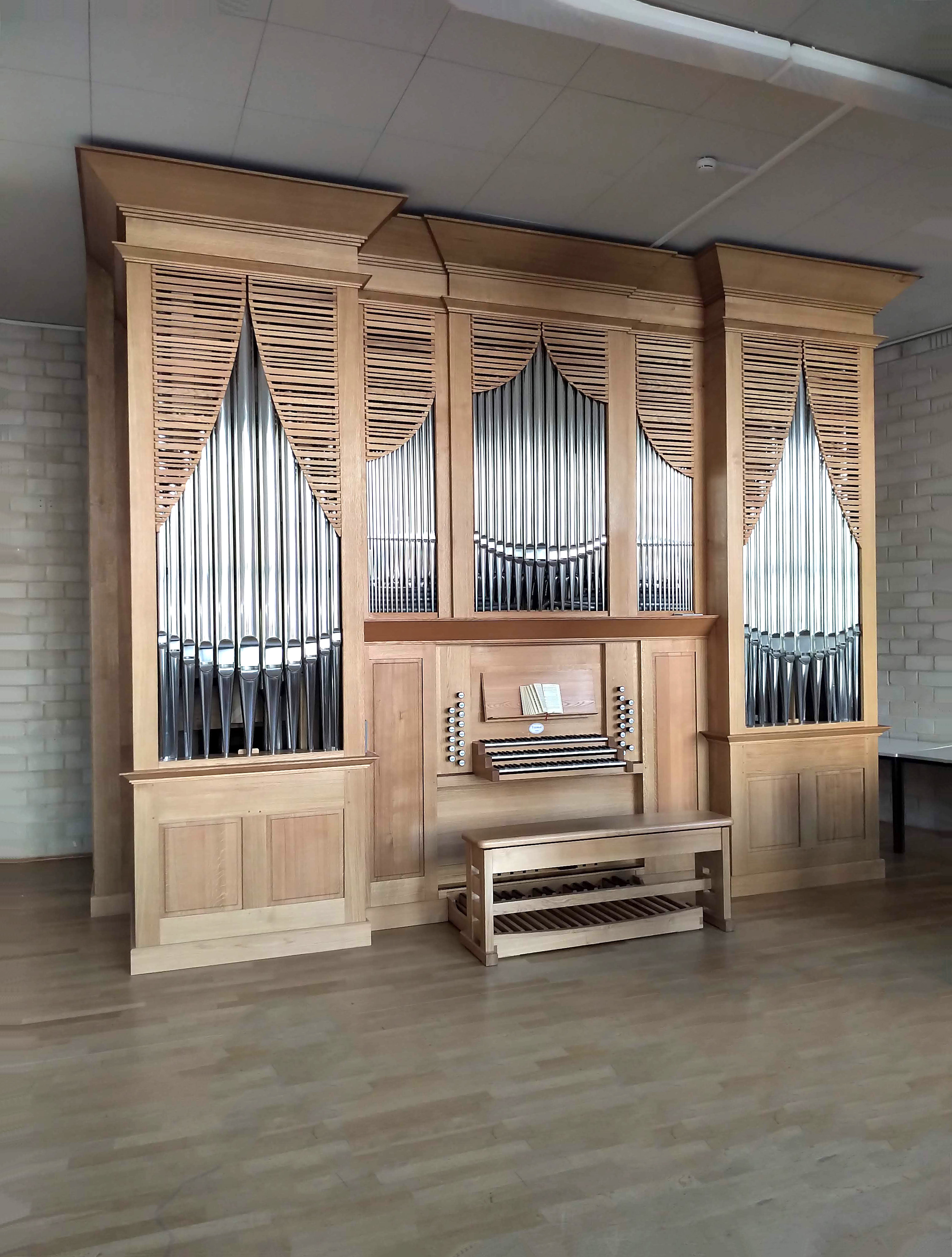
Thomas-Orgel (2021)

- 1) Wechselschleife aus dem I Manual
- 2) Transmissionen

### Orgel Raum 16
Erbaut 2002 von der Orgelbaufirma Johannes Rohlf

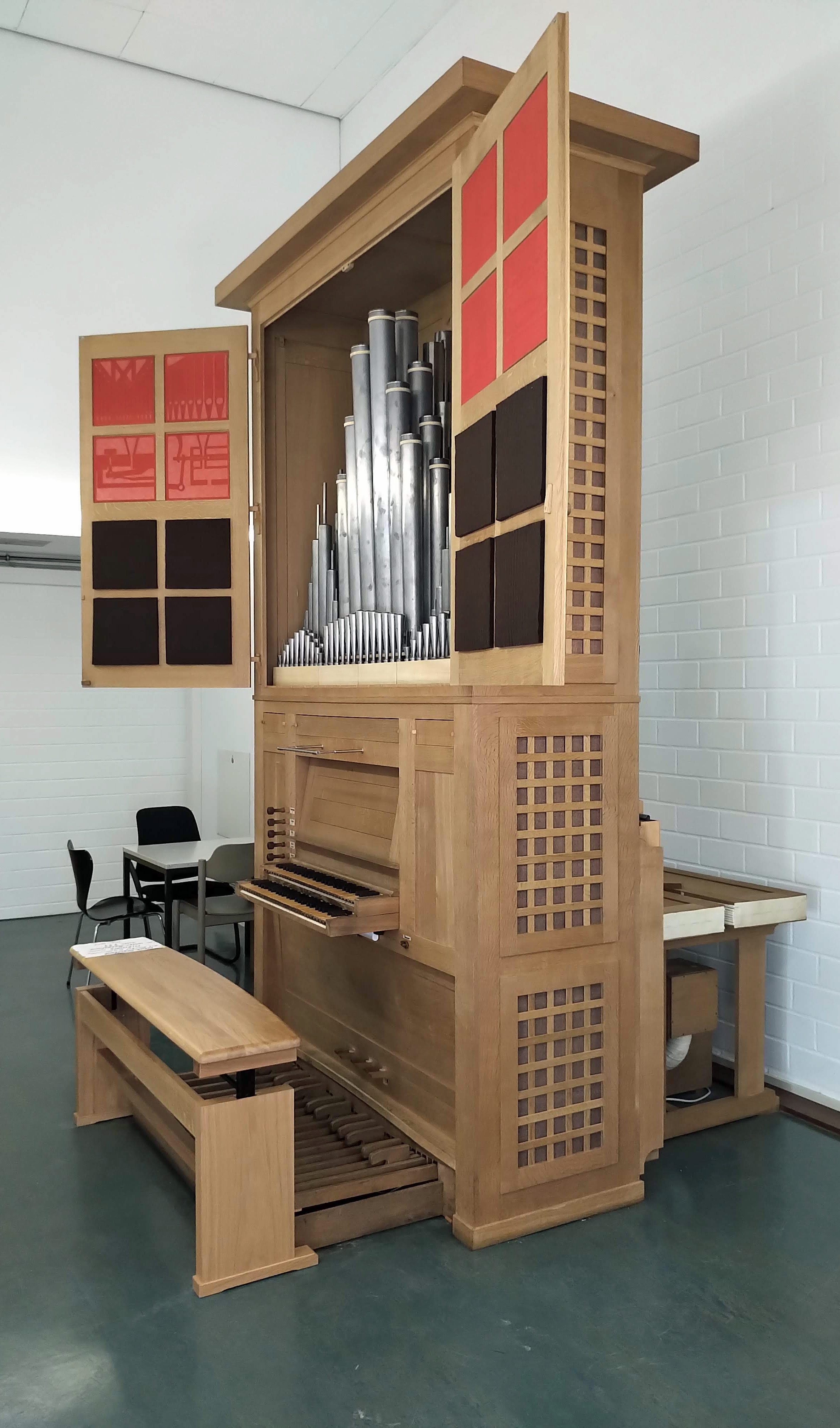
Rohlf-Orgel (2021)

| I Manual |     |
| Gedackt  | 08′ |
| Flöte    | 04′ |

| II Manual      |        |
| Rohrflöte      | 08′    |
| Flöte          | 04′ 1) |
| Trompetenregal | 08′    |

| Pedal     |     |
| Bassflöte | 08′ |

- Koppeln: I/II, I/P, II/P
- 1) Wechselschleife mit Manual I

### Orgel Raum 17
Erbaut 2000 von der Firma Hermann Eule Orgelbau Bautzen.
| I Manual  |     |
| Prinzipal | 08′ |

| II Manual  |        |
| Gedackt    | 08′ 1) |
| Spitzflöte | 04′ 1) |

| III Manual |     |
| Gedackt    | 08′ |
| Spitzflöte | 04′ |
| Dulciana   | 08′ |

| Pedal      |     |
| Gedacktbaß | 16′ |
| Gedacktbaß | 08′ |

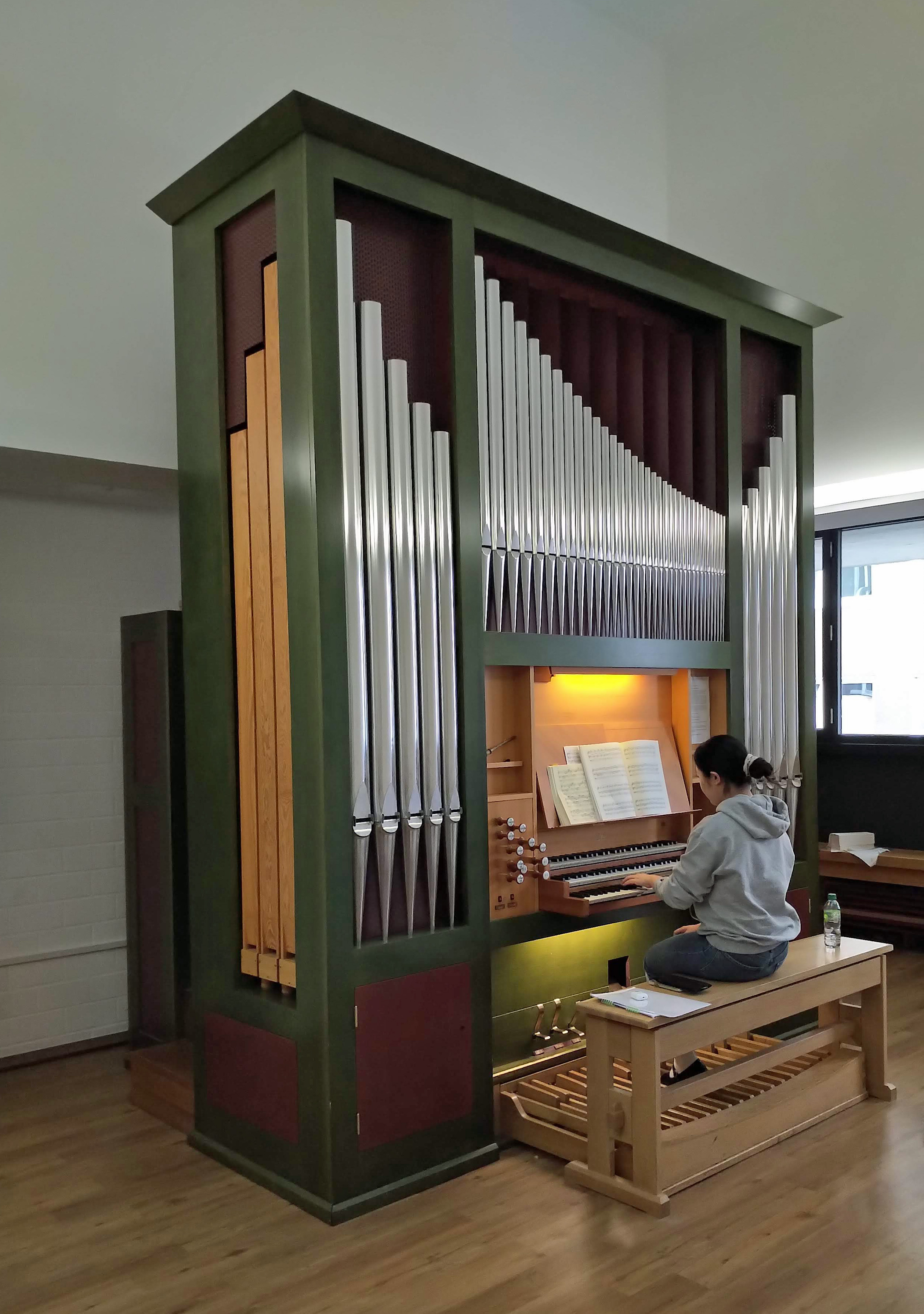
Eule-Orgel (2021)

- Koppeln: II/I, III/II, III/I,  I/P, II/Ped., III/P

- 1) Transmissionen vom III. Manual

### Orgel Raum 153
Erbaut 2018 von der Manufacture d’Orgues Muhleisen aus Straßburg.
| I Manual       |     |
| Principal doux | 08′ |
| Spitzflöte     | 04′ |

| II Manual  |     |
| Salicional | 08′ |

| III Manual  |     |
| Rohrgedeckt | 08′ |
| Blockflöte  | 04′ |

| Pedal   |     |
| Subbass | 16′ |

- Koppeln: II/I, III/II,  I/P, III/P